# Ernst Cassirer
Ernst Cassirer (ur. 28 lipca 1874 we Wrocławiu, zm. 13 kwietnia 1945 w Nowym Jorku) – niemiecki filozof, który po 1939 przyjął obywatelstwo szwedzkie, przedstawiciel neokantowskiej szkoły marburskiej.

## Życiorys
Ernst Cassirer urodził się w rodzinie żydowskiego handlowca Eduarda Cassirera we Wrocławiu. Był kuzynem słynnego psychiatry i neurologa, pioniera psychosomatyki, Kurta Goldsteina (ciotka Ernsta, siostra Eduarda Cassirera, Rozalia zamężna z Abrahamem Goldsteinem, była matką Kurta).
W 1892 rozpoczął studia prawnicze na uniwersytecie w Berlinie, później studiował również literaturę niemiecką oraz filozofię. W 1896 przeniósł się do Marburga, gdzie związał się z przedstawicielami tak zwanej neokantowskiej szkoły marburskiej. W 1899 obronił doktorat pod kierunkiem Paula Natorpa poświęcony filozofii Kartezjusza zatytułowany Kritik der mathematischen und naturwissenschaftlichen Erkenntnis (Krytyka matematycznego i przyrodoznawczego poznania).
W 1902 poślubił kuzynkę Toni Bondy, z którą miał trójkę dzieci. Jego praca poświęcona systemowi filozoficznemu Leibniza nie została przyjęta jako praca habilitacyjna. W 1906 habilitował się w Berlinie na podstawie rozprawy Das Erkenntnisproblem in der Philosophie und Wissenschaft der neueren Zeit (Problem poznania w nowożytnej nauce i filozofii). Przez następne 13 lat pracował jako docent w Berlinie.
Mocno identyfikował się ze swoją neokantowską szkołą marburską. Świadczy o tym nie tylko postawa w Davos w 1929, lecz stanowisko zajęte przez niego znacznie wcześniej, w 1906 r.: gdy Leonard Nelson ostro skrytykował Hermanna Cohena, to Cassirer stanął w obronie swego mistrza i podjął polemikę w pracy Der kritische Idealismus und die Philosophie des „gesunden Menschenverstandes”. Ostra wymiana zdań między Cassirerem a Nelsonem dotyczyła sposobu rozumienia metody krytycznej.
W 1919 został powołany na katedrę filozofii na nowo utworzonym Uniwersytecie Hamburskim, gdzie pozostał do 1933. W tym czasie opublikował swoje główne dzieło Philosophie der symbolischen Formen (Filozofia form symbolicznych), w którym – nawiązując do idei kantowskich – podjął próbę ugruntowania wielorakości sposobów ujmowania świata przez człowieka (takich jak mit, nauka, język itd.) przy pomocy symboli na podstawie teorii znaczenia form rzeczywistości. Jednocześnie w hamburskiej Bibliotece Warburga ściśle współpracował z jej powszechnie znanym założycielem, Abym Warburgiem. Tutaj powstały niektóre prace, szczególnie poświęcone renesansowi. W 1929 Cassirer został pierwszym na niemieckim uniwersytecie rektorem pochodzenia żydowskiego. Jego mowa inauguracyjna wyrażała opowiedzenie się za konstytucją weimarską.
W 1929, podczas filozoficznego sympozjum w Davos, doszło do znanego sporu między Cassirerem a Martinem Heideggerem. Wystąpienie Heideggera zostało potraktowane jako filozoficzny zwrot przeciwko burżuazyjnej filozofii reprezentowanej przez Cassirera. Jednak pod względem filozoficznych treści spór pozostał nierozstrzygnięty.
Po przejęciu władzy w Niemczech przez nazistów, w 1933 r., Cassirer emigrował do Anglii, gdzie wykładał gościnnie na uniwersytecie w Oksfordzie. Dwa lata później przyjął filozoficzną katedrę na uniwersytecie w Göteborgu, a w 1939 również obywatelstwo szwedzkie.
W 1941 przeprowadził się do Stanów Zjednoczonych, gdzie wykładał na Uniwersytecie Yale (w New Haven), a od 1944 na Uniwersytecie Columbia (w Nowym Jorku). W tym czasie ukazała się jego praca Essay on Man, w której Cassirer rozwinął swoją teorię form symbolicznych w kierunku antropologii filozoficznej i przedstawił jej podstawy w sposób przystępny dla szerszej publiczności.
Analizy Ernsta Cassirera poświęcone powstaniu narodowego socjalizmu Der Mythos des Staates (Mit państwa) ukazały się po jego śmierci.

## Poglądy
W jego filozofii ogół ma prymat nad elementem, sam element nie ma znaczenia – jest mu ono nadane poprzez istnienie jako element całości. Stworzył teorię symbolu. Uważał, że poznanie jest symbolicznym przyswajaniem zjawisk przez ludzki umysł. Kultura według niego to świat „form symbolicznych”. Cassirer dokonał podziału form ze względu na jakość i modalność. Ze względu na jakość wyróżnił czas, przestrzeń, przyczynowość, rzecz i jej własności; ze względu na modalność język, mit, religię, sztukę, historię, naukę. Dlatego np. przestrzeń inaczej jest rozumiana w micie, a inaczej w nauce; tzn. formy ze względu na modalność są opcjami form ze względu na jakość. Wszystkie formy symboliczne posiadają tę samą funkcję poznawczą, czyli określanie nieokreślonego, ale nie wszystkie na tym samym poziomie. Najwyżej pod względem poznawczym sytuuje się nauka.

## Literatura

### Dzieła
- Leibniz' System in seinen wissenschaftlichen Grundlagen (1902);
- Kant und die moderne Mathematik, Kant-Studien 12 (1907), s. 1-40;
- Das Erkenntnisproblem in der Philosophie und Wissenschaft der neueren Zeit (Bd. 1: 1906; Bd. 2: 1907; Bd. 3: Die nachkantischen Systeme, 1920; Bd. 4: Von Hegels Tod bis zur Gegenwart (1832 – 1932), 1957);
- Substanzbegriff und Funktionsbegriff. Untersuchungen über die Grundfragen der Erkenntniskritik (1910);
- Freiheit und Form. Studien zur deutschen Geistesgeschichte (1916);
- Kants Leben und Lehre (1918);
- Zur Einstein'schen Relativitätstheorie. Erkenntnistheoretische Betrachtungen (1921);
- Idee und Gestalt. Goethe, Schiller, Hölderlin, Kleist (1921);
- Philosophie der symbolischen Formen (Bd. 1: Die Sprache, 1923; Bd. 2: Das mythische Denken, 1925; Bd. 3: Phänomenologie der Erkenntnis, 1929);
- Individuum und Kosmos in der Philosophie der Renaissance (1927)[5];
- Die Idee der republikanischen Verfassung (Universitätsrede) (1929);
- Kant und das Problem der Metaphysik. Bemerkungen zu Martin Heideggers Kantinterpretation, Kant-Studien 36 (1931), s. 1-16;
- Erkenntnistheorie nebst den Grenzfragen der Logik und Denkpsychologie, Jahrbücher der Philosophie 3 (1927), s. 31-92;
- Die Philosophie der Aufklärung (1932);
- Determinismus und Indeterminismus in der modernen Physik (1937);
- Axel Hägerström: Eine Studie zur Schwedischen Philosophie der Gegenwart (1939);
- Zur Logik der Kulturwissenschaften (1942);
- An Essay on Man. (niem. 1960: Was ist der Mensch? Versuch einer Philosophie der menschlichen Kultur) (1944);
- The Myth of the State (niem. 1949: Vom Mythus des Staates) (postum 1946);

### Nowe wydania
- Rousseau, Kant, Goethe, red. Rainer A. Bast, Meiner, Hamburg 1991. ISBN 978-3-7873-1026-5;
- Erkenntnis, Begriff, Kultur, red. Rainer A. Bast, Meiner, Hamburg 1993. ISBN 978-3-7873-1106-4;
- Goethe und die geschichtliche Welt, red. Rainer A. Bast, Meiner, Hamburg 1995. ISBN 978-3-7873-1196-5;
- Descartes. Lehre – Persönlichkeit – Wirkung, red. Rainer A. Bast, Meiner, Hamburg 1995. ISBN 978-3-7873-1367-9;
- Die Philosophie der Aufklärung, Meiner, Hamburg 1998. ISBN 978-3-7873-1362-4;
- Gesammelte Werke. Hamburger Ausgabe, hrsg. B. Recki, J. M. Krois, t. 1-26, Hamburg 1998-2009.
- Nachgelassene Manuskripte und Texte, hrsg. K. Ch. Köhnke, J. M. Krois, O. Schwemmer, t. 1-19, Hamburg 1995-1922.

### Wprowadzenia
- Hanna Buczyńska-Garewicz: Cassirer, Warszawa 1963.
- Andreas Graeser: Ernst Cassirer München 1994, ISBN 3-406-34639-1;
- Kultur und Symbol. Ein Handbuch zur Philosophie Ernst Cassirers, red. Hans Jörg Sandkühler & Detlev Pätzold, Mit Silja Freudenberger u.a. Metzler, Stuttgart 2003. ISBN 3-476-01974-8;
- Heinz Paetzold: Ernst Cassirer zur Einführung Junius, Hamburg 2002, 2. überarb. Auflage, ISBN 3-88506-371-9;
- Birgit Recki: Kultur als Praxis. Eine Einführung in Ernst Cassirers Philosophie der symbolischen Formen, Berlin 2004. ISBN 3-05-003870-5;
- Ryszard Różanowski: Ernst Cassirer 1874-1945, „Zbliżenia Polska-Niemcy” nr 2 (29)/2001, s. 51, Wrocław 2001.

### Monografie
- Bolesław Andrzejewski, Animal symbolicum. Ewolucja neokantyzmu Ernsta Cassirera, Poznań 1980.
- Tobias Bevc: Kulturgenese als Dialektik von Mythos und Vernunft. Ernst Cassirer und die Kritische Theorie, Würzburg 2005 ISBN 3-8260-2964-X;
- Michael Bösch: Das Netz der Kultur. Der Systembegriff in der Kulturphilosophie Ernst Cassirers Würzburg 2004 ISBN 3-8260-2757-4;
- Toni Cassirer: Mein Leben mit Ernst Cassirer. Mit einer Vorbemerkung von Peter Cassirer, Abbildungen, Personen- und Sachindex sowie Schriftenverzeichnis, Meiner, Hamburg 2004 ISBN 3-7873-1625-6;
- Massimo Ferrari: Ernst Cassirer. Stationen einer philosophischen Biographie. Von der Marburger Schule zur Kulturphilosophie, aus dem Ital. übers. von Marion Lauschke. Meiner, Hamburg 2003 ISBN 3-7873-1636-1;
- Michael Friedman: Carnap, Cassirer, Heidegger. Geteilte Wege Fischer TB, Frankfurt 2004 ISBN 3-596-16006-5;
- John Michael Krois, Cassirer: Symbolic Forms and History, New Heaven and London 1987.
- Heinz Paetzold: Ernst Cassirer. Von Marburg nach New York, eine philosophische Biographie, WBG, Darmstadt, 1995. ISBN 3-534-11816-2;
- Przemysław Parszutowicz: Fenomenologia form symbolicznych. Podstawowe pojęcia i inspiracje „późnej” filozofii Ernsta Cassirera, Warszawa 2013.
- Przemysław Parszutowicz: Filozofia jako krytyka poznania. Wprowadzenie do transcendentalizmu Ernsta Cassirera, Warszawa 2013.
- Oswald Schwemmer: Ernst Cassirer. Ein Philosoph der europäischen Moderne, Akademie, Berlin, 1997. ISBN 3-05-003105-0;
- Brigitte Schlieben-Lange: E. C. und Karl Bühler in: Der Exodus aus Nazideutschland und die Folgen. Jüdische Wissenschaftler im Exil, red. Marianne Hassler, Attempto, Tübingen 1997 ISBN 3-89308-265-4;
- Edward Skidelsky: Ernst Cassirer. The Last Philosopher of Culture, Princeton and Oxford 2009.
- Jacek Sójka: O koncepcji form symbolicznych Ernsta Cassirera, Warszawa 1988.
- Markus Tomberg: Studien zur Bedeutung des Symbolbegriffs. Platon, Aristoteles, Kant, Schelling, Cassirer, Mead, Ricoeur, Würzburg 2001 ISBN 3-8260-1991-1;

### Przekłady prac na język polski
- (E. Cassirer, M. Heidegger), Wykłady i dysputa w Davos, przeł. A. Noras, „Edukacja Filozoficzna” 1994, nr 17.
- Kant a problem metafizyki, przeł. M. Bonecki, J. Duraj, P. Parszutowicz, „Przegląd Filozoficzny. Nowa Seria”, nr 1, 2007.
- Krytyka rozumu jako krytyka kultury, [fragment Philosophie der symbolischen Formen] przeł. A. Kołodziej, [w:] Filozofia współczesna, t. 2, red. Z. Kuderowicz, Warszawa 1990.
- Mit państwa, przeł. A. Staniewska, Warszawa 2006.
- O teorii względności Einsteina. Studium z teorii poznania, przeł. P. Parszutowicz, Kęty 2006.
- Rousseau, Kant, Goethe, przeł. E. Paczkowska-Łagowska, Gdańsk 2009.
- Substancja i funkcja, przeł. P. Parszutowicz, Kęty 2008.
- Symbol i język [wybór artykułów], przeł. B. Andrzejewski, Poznań 1995, 2004.
- Esej o człowieku. Wstęp do filozofii kultury, przeł A. Staniewska, Czytelnik, Warszawa 1971.
- Filozofia Oświecenia, przeł. T. Zatorski,  Wydawnictwa Uniwersytetu Warszawskiego, Warszawa 2010.
- Logika nauk o kulturze, przeł. P. Parszutowicz, Wyd. Marek Derewiecki, Kęty 2011.
- Filozofia form symbolicznych. Część pierwsza: Język, przeł. P. Parszutowicz, Wyd. Marek Derewiecki, Kęty 2018.
- Filozofia form symbolicznych. Część druga: Myślenie mityczne, przeł. P. Parszutowicz i A. Karalus, Wyd. Marek Derewiecki, Kęty 2020.
- Filozofia form symbolicznych. Część trzecia: Fenomenologia poznania, przeł. P. Parszutowicz i A. Karalus, Wyd. Marek Derewiecki, Kęty 2022.
- Język i mit. Przyczynek do zagadnienia imion bogów, przeł. P. Parszutowicz, Wyd. Marek Derewiecki, Kęty 2021.
- Jednostka i Kosmos w filozofii Odrodzenia, przeł. P. Parszutowicz, Wyd. IFiS PAN, Warszawa 2023.